# Horst Zaborowski
Horst Erwin Zaborowski (* 19. Dezember 1926 in Duisburg) ist ein rechtsextremer deutscher Politiker. Er war Bundesvorsitzender sowie Vorsitzender des Landesverbandes Nordrhein-Westfalen der 1990 gegründeten revanchistischen Kleinpartei Bund für Gesamtdeutschland.

## Leben
Im Zweiten Weltkrieg kämpfte Horst Zaborowski als Fallschirmjäger für die deutsche Wehrmacht unter anderem während der alliierten Operation Overlord in der Normandie.
In seinen Veröffentlichungen fordert Zaborowski unter anderem die Wiederherstellung des Reichsgebiets in den Grenzen von 1937 unter Einbeziehung des Sudetenlandes und Deutschböhmens, des Weiteren die Ausweisung aller Nichtdeutschen aus der Bundesrepublik Deutschland. In einer Ausgabe der Parteizeitung des Bundes für Gesamtdeutschland (Unsere Deutsche Heimat) fordert er auch den Austritt Deutschlands „aus allen internationalen Organisationen einschließlich NATO, UNO und EU“, eine „Rückführung aller in der Weimarer Verfassung aufgeführten staatlichen Firmen in den Staatsbesitz“ und den Bau und die Stationierung „von Satelliten zur wirtschaftlichen Nutzung mit eigenen Trägerraketen“.
Bei der Bundestagswahl 1969 trat Zaborowski für die rechtsextremistische Kleinpartei UAP an. Er trat auf der Wahlliste Ab jetzt...Bündnis für Deutschland Liste: Gegen Zuwanderung ins „Soziale Netz“ zu den Bundestagswahlen 1998 und 2005 an. Ab jetzt…Bündnis für Deutschland relativierte laut Verfassungsschutzbericht den nationalsozialistischen Holocaust und fordert die Wiederherstellung Deutschlands in den Grenzen von 1937.
Der ehemalige kaufmännische Angestellte lebte viele Jahre in Duisburg. Inzwischen wohnt er in Teuchern.